# Lam Quang Thi
Lâm Quang Thi (Bac Lieu, 7 de maio de 1932 - Fremont, 19 de janeiro de 2021) foi um comandante militar sul-vietnamita durante a Guerra do Vietnã.

## Morte
Em 19 de janeiro de 2021, foi divulgado que Thi morreu em Fremont por complicações da COVID-19.